# Candalides xanthospilos
Candalides xanthospilos – gatunek motyla z rodziny modraszkowatych i podrodziny Polyommatinae.

## Taksonomia
Gatunek ten opisany został w 1817 roku przez Jacoba Hübnera jako Rusticus xanthospilos.

## Opis
Motyl ten osiąga od 25 do 30 mm rozpiętości skrzydeł. Wierzch skrzydeł czarny (brązowy), u samców pośrodku z purpurowoniebieskim nalotem, a u samic bez niego. Skrzydła przednie z pomarańczowo-żółtą plamą. Spód skrzydeł niebieskobiały z białymi plamami pośrodku i czarnymi plamkami wzdłuż zewnętrznych krawędzi, a ponadto zwykle z dwoma kropkami pośrodku obu skrzydeł przednich i trzema pośrodku obu tylnych.
Poczwarka długości około 10 mm, brązowa, z kołnierzykami na obu końcach.
Gąsienica zielona z żółtym paskiem i skośnymi ciemnozielonymi plamami po bokach ciała. Głowa jasnobrązowa. Owłosienie białe.
Jaja okrągłe, przypłaszczone, szorstkie, jasnozielone.

## Biologia i ekologia
Motyl ten zasiedla lasy. Imagines aktywne są za dnia. Jaja składają pojedynczo na pączkach kwiatowych lub młodych pędach roślin żywicielskich, do których należą Pimelea latifolia, Pimelea ligustrina oraz Pimelea linifolia. Za dnia pozostają ukryte, a żerują nocą. Poczwarka tworzona jest w ściółce u podstawy roślin żywicielskich.

## Rozprzestrzenienie
Gatunek endemiczny dla Australii, gdzie wykazany został z Queensland, Nowej Południowej Walii i Wiktorii.